# Sứ Saint-Cloud

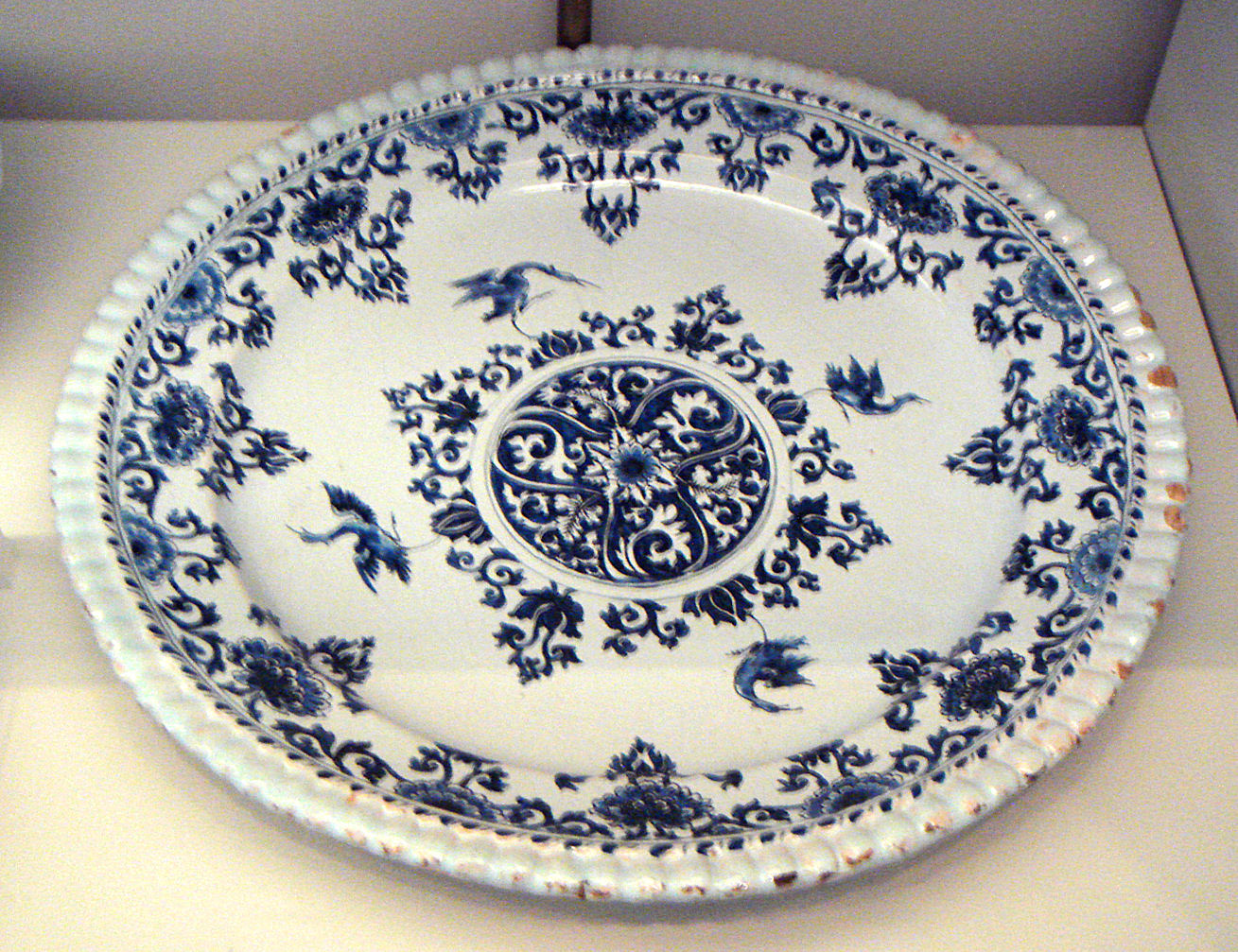
Đĩa sứ Saint-Cloud, 1700–1710

Sứ Saint-Cloud (tiếng Pháp: Porcelaine de Saint-Cloud) là một loại sứ dán mềm được sản xuất tại thị trấn Saint-Cloud của Pháp từ cuối thế kỷ 17 đến giữa thế kỷ 18.

## Thành lập
Năm 1702, Philippe I, Công tước xứ Orléans đã trao bằng sáng chế thư cho gia đình Pierre Chicaneau, người được cho là đã chế tạo đồ sứ "hoàn hảo như đồ sứ Trung Quốc" kể từ năm 1693. Nhà máy của Chicaneau là nhà tiên phong trong sản xuất đồ sứ ở châu Âu, nơi đã có nhiều nỗ lực sao chép đồ sứ Trung Quốc. Saint-Cloud đã phát triển một loại frit ("hỗn hợp chất trợ dung, cát và phấn") gần giống với đồ sứ châu Á, mặc dù không giống.

## Đồ gốm hoa lam

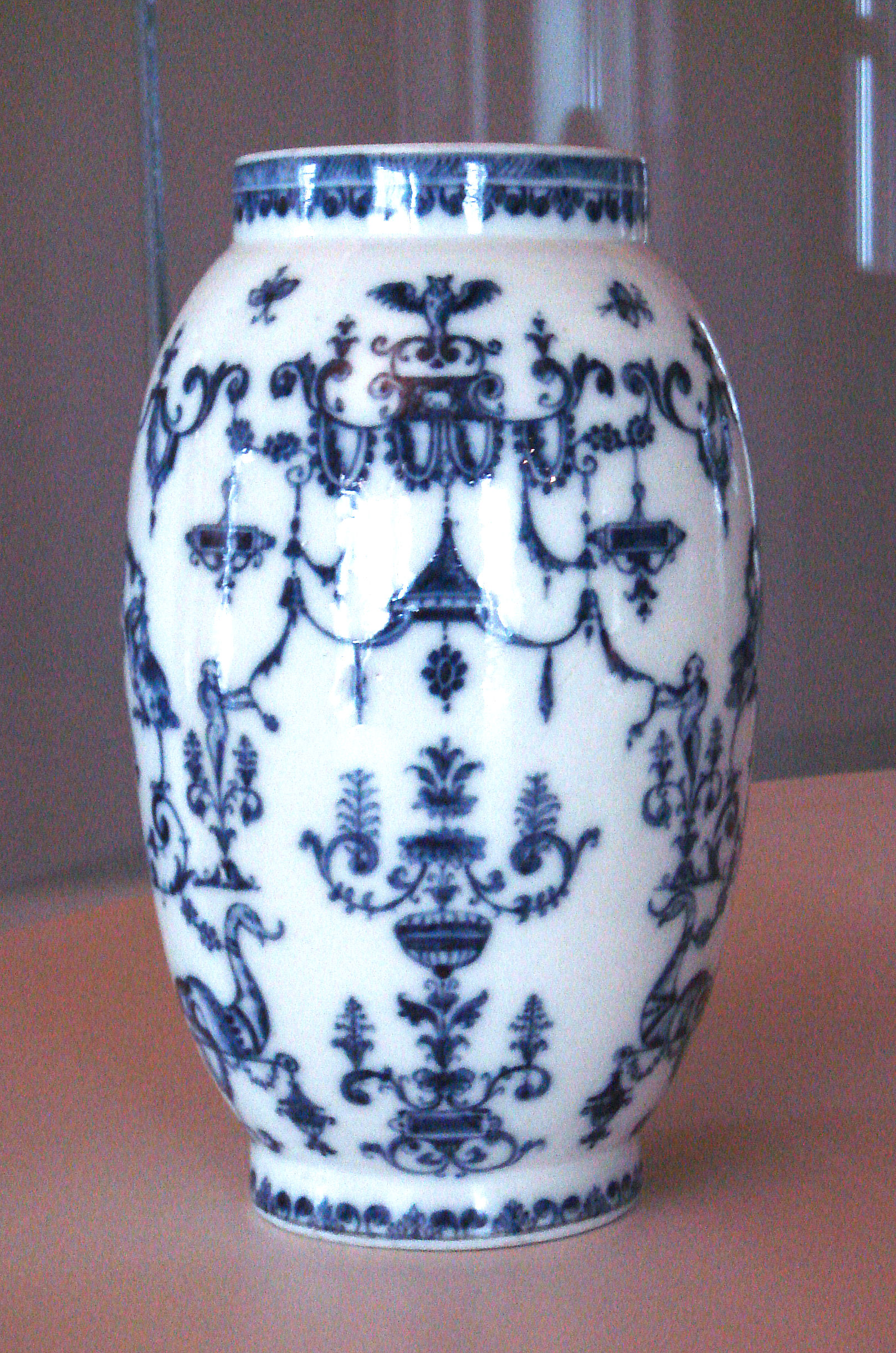
Bình sứ mềm Saint Cloud, có thiết kế màu xanh dưới men, 1695–1700

Đồ sứ được sản xuất tại Saint-Cloud chịu ảnh hưởng của đồ gốm hoa lam cuối thời Minh và các họa tiết của nó dựa trên nguyên bản của Trung Quốc. W.B. Mật ong, "là một trong những đồ sứ khác biệt và hấp dẫn nhất, và phần quyến rũ nhất của nó nằm ở chất lượng của vật liệu. Nó hiếm khi có màu trắng tinh khiết mà là tông màu vàng ấm hoặc ngà của những đồ gốm tốt nhất." của thời kỳ này là thông cảm và không có nghĩa là một thiếu sót; và mặc dù thực sự rất mềm và thủy tinh, nhưng nó có kết cấu chắc chắn không giống bất kỳ loại nào khác. Lớp men thường có bề mặt rỗ mịn như sa-tanh giúp phân biệt nó với lớp men rực rỡ. men sáng bóng của sứ Mennecy, mặt khác Tương tự, kết cấu nặng nề của các mảnh cũng là đặc điểm và được tránh khỏi sự vụng về nhờ cảm giác khối lượng mịn hơn, thể hiện ở độ dày chia độ tinh tế của tường và hình dáng tinh tế của các cạnh.

## Đồ gốm sứ nhiều màu
Khoảng năm 1722, công việc kinh doanh của Chicaneau được thông qua cuộc hôn nhân với Henri Trou. Sau năm 1730, đồ sứ nhiều màu bắt đầu được sản xuất, cũng bắt chước các kiểu sứ nhiều màu của Trung Quốc, chẳng hạn như kiểu "Famille rose". Phong cách Kakiemon của đồ sứ Arita, Nhật Bản, được gọi là "Fleurs indiennes" ("Những bông hoa của Ấn Độ") cũng được sử dụng làm nguồn cảm hứng.

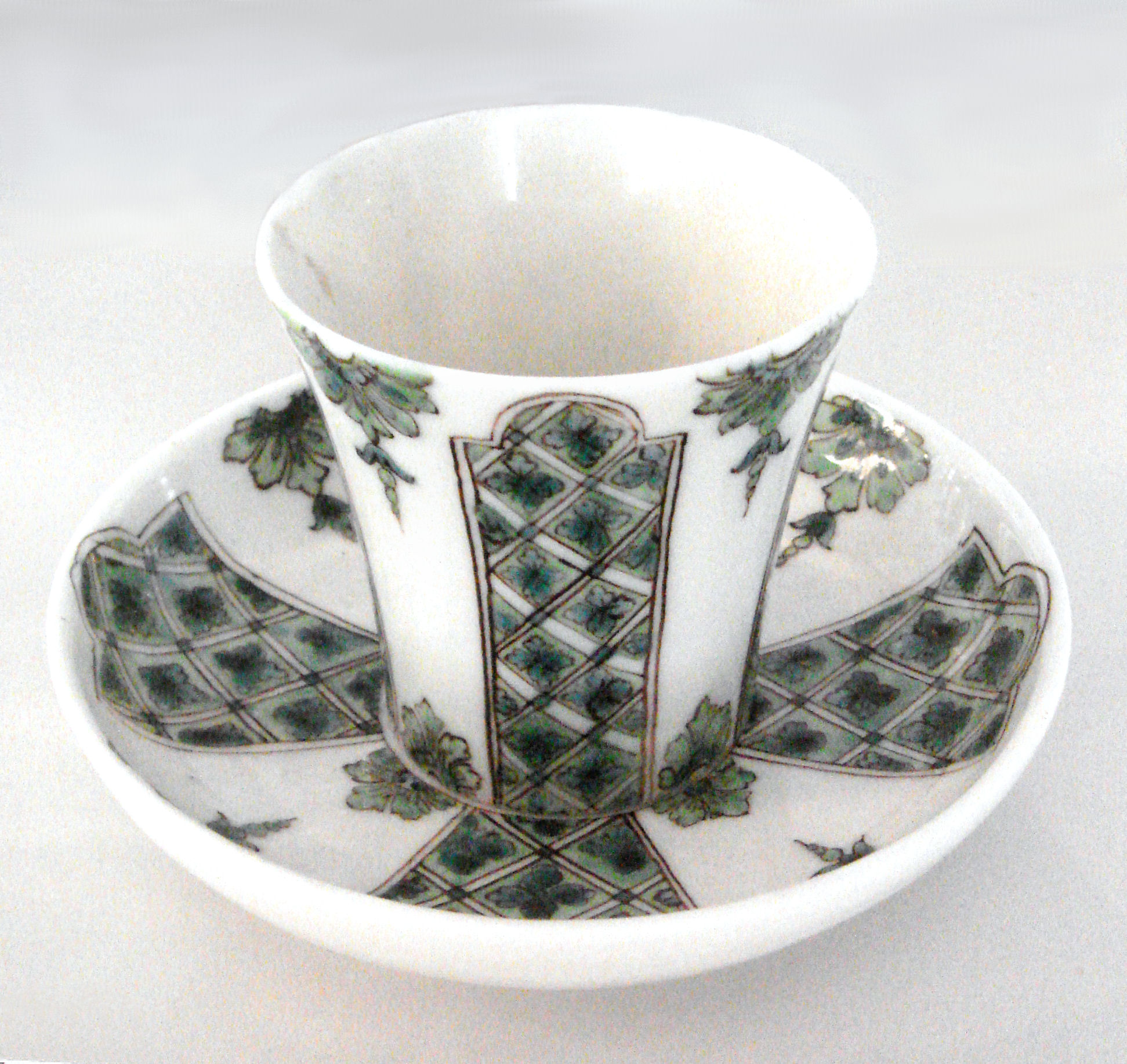
Cốc sứ mềm Saint-Cloud, 1700–1720
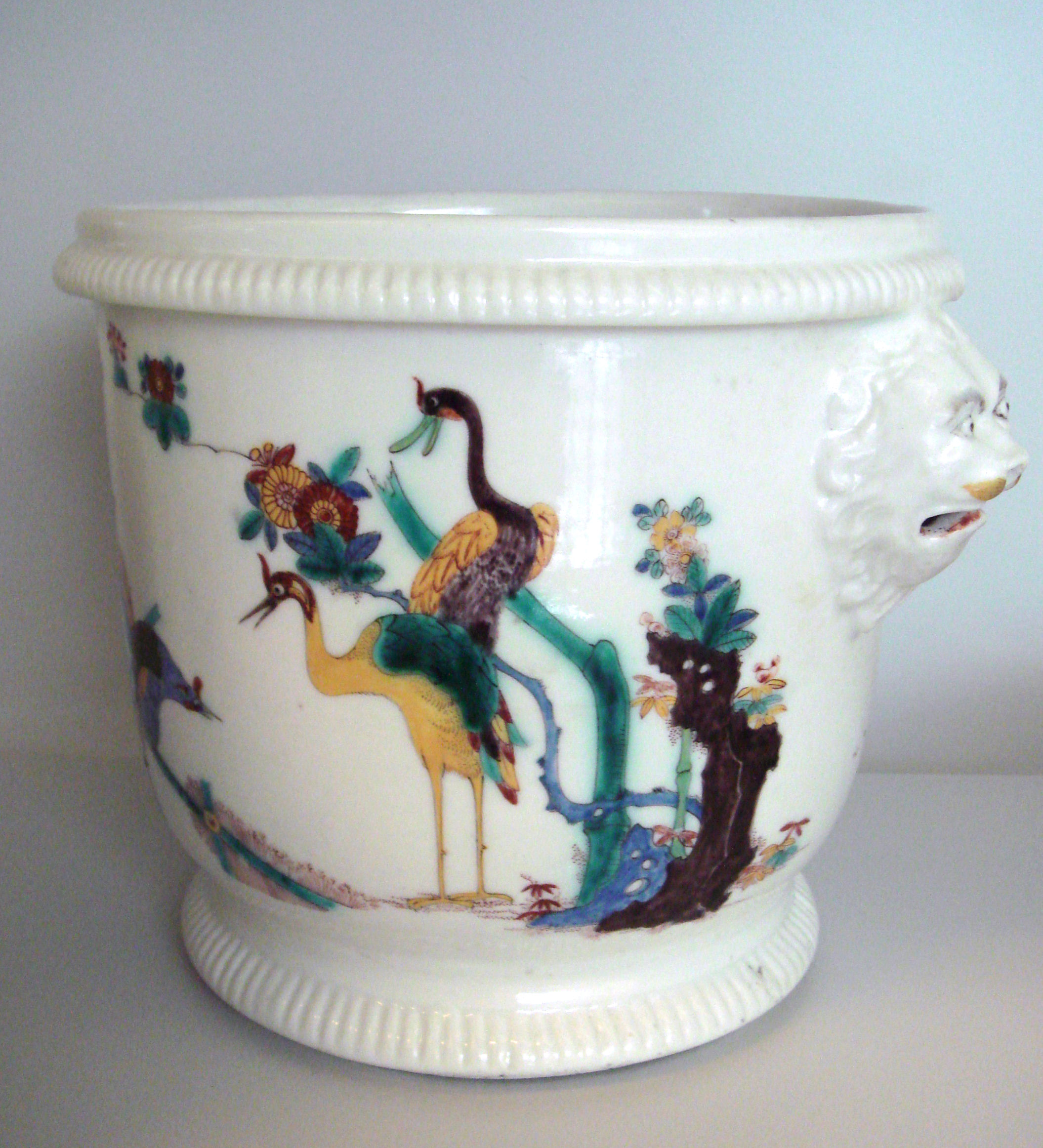
Biển sứ mềm Saint-Cloud, 1720–1730. "Fleurs indiennes" ("Những bông hoa của Ấn Độ") mô phỏng theo phong cách Kakiemon của đồ sứ Arita, Nhật Bản.
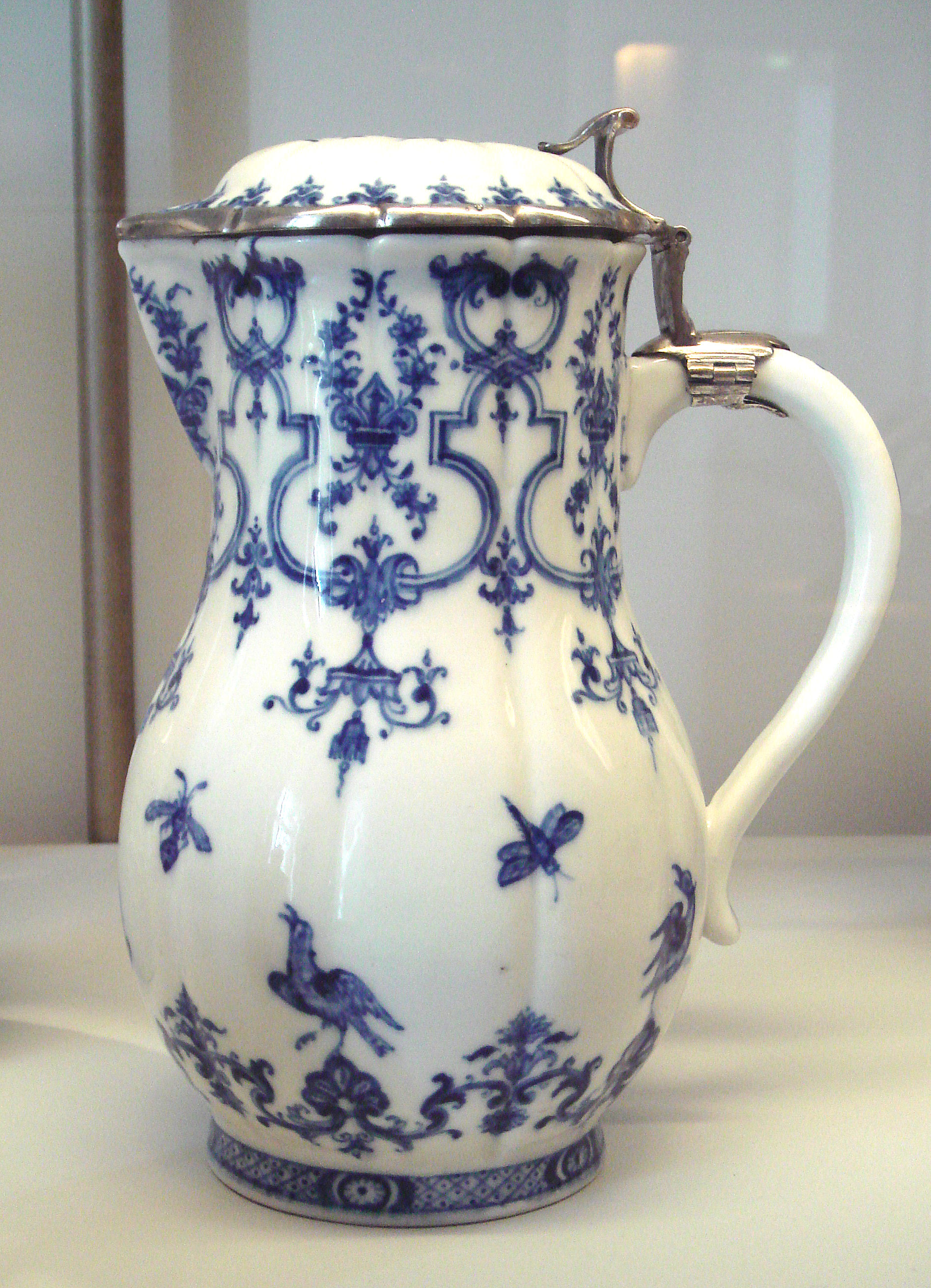
Bình nước sứ mềm Saint-Cloud, khoảng năm 1725, có ngàm bạc (1726–1732)
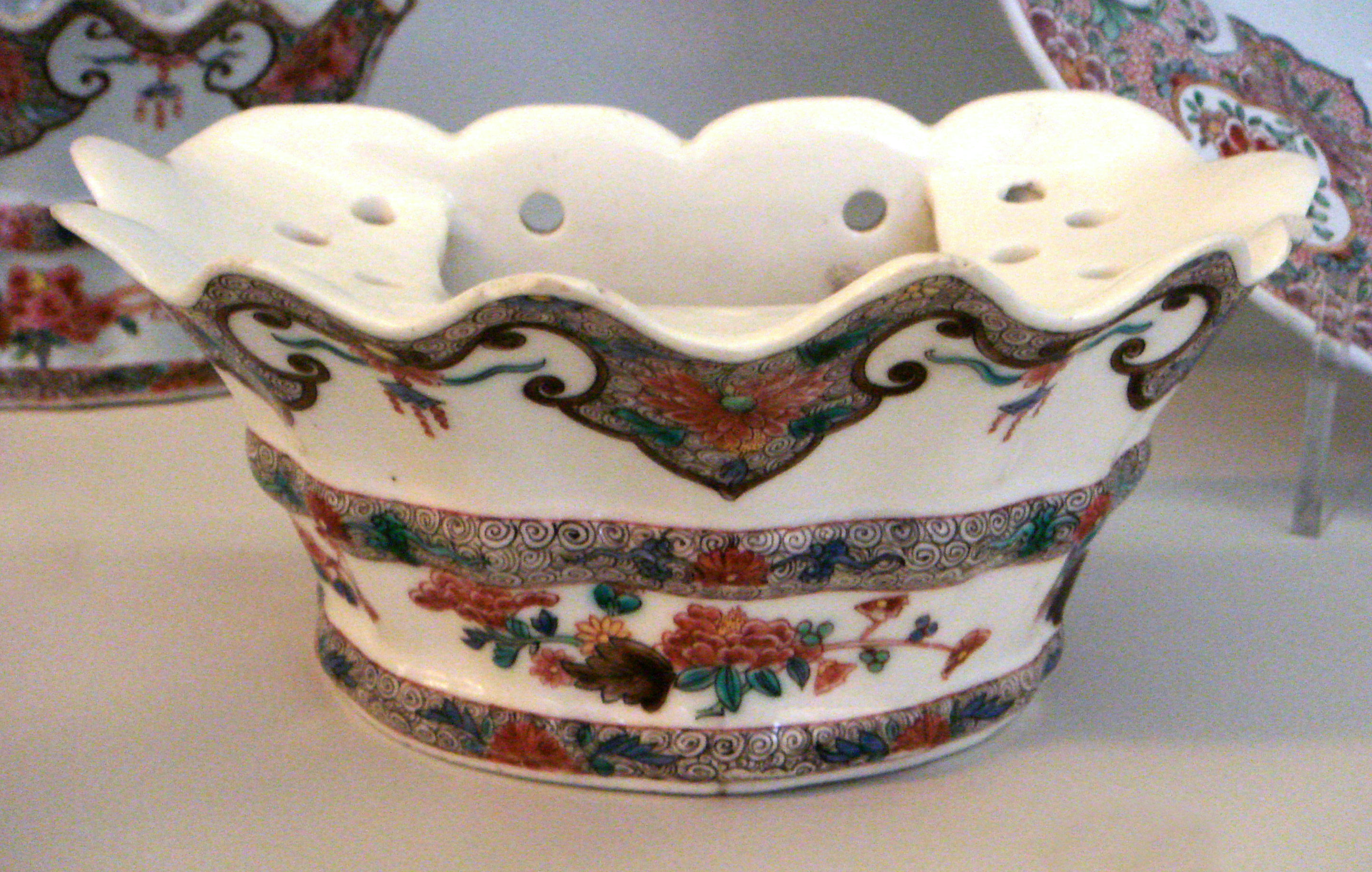
Giá đựng hoa bằng sứ dán mềm Saint-Cloud, "famille rose", 1730–1740
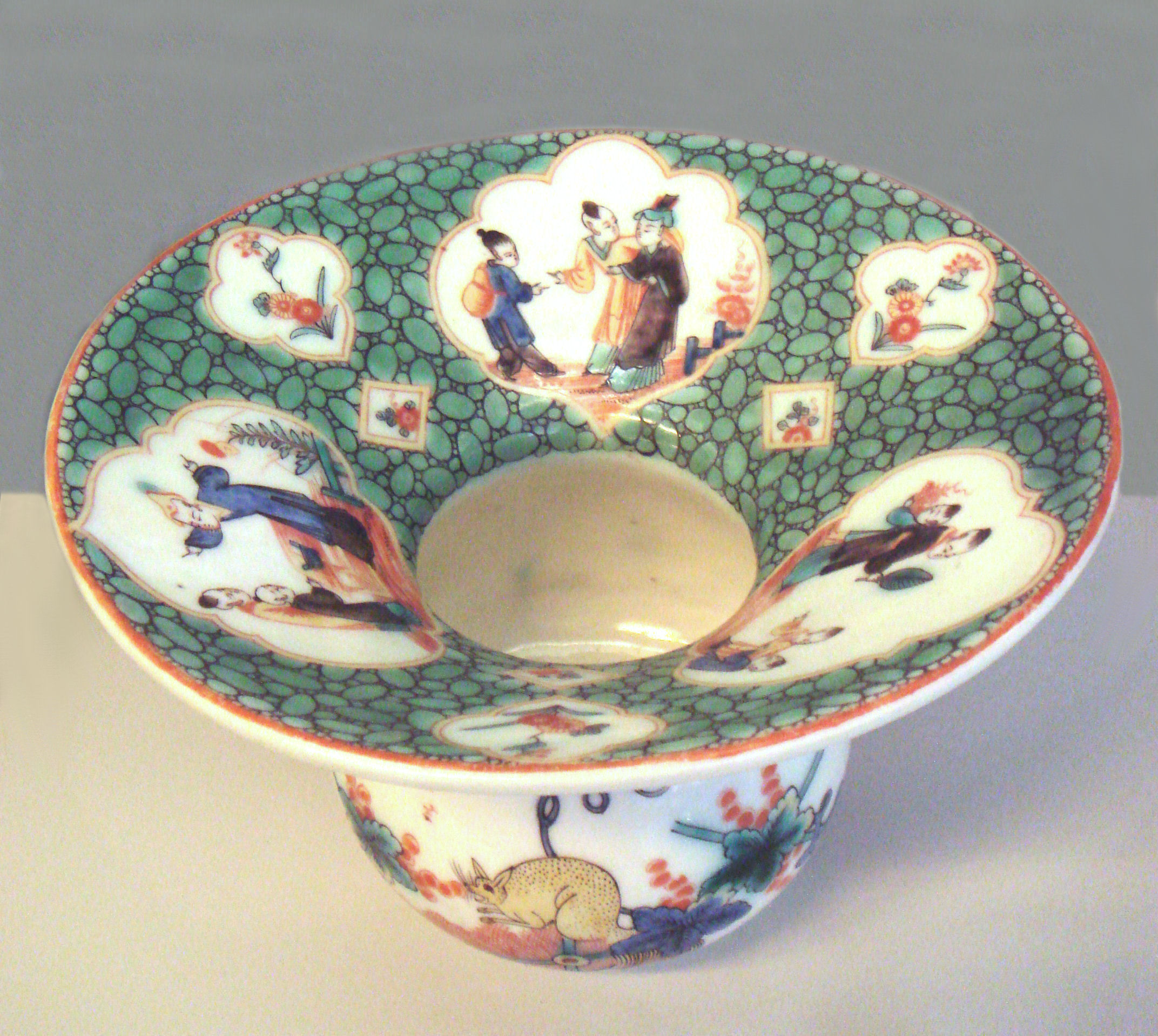
Bát nhổ sứ mềm Saint-Cloud, "famille verte", 1730–1740

## Những thiết kế sau này

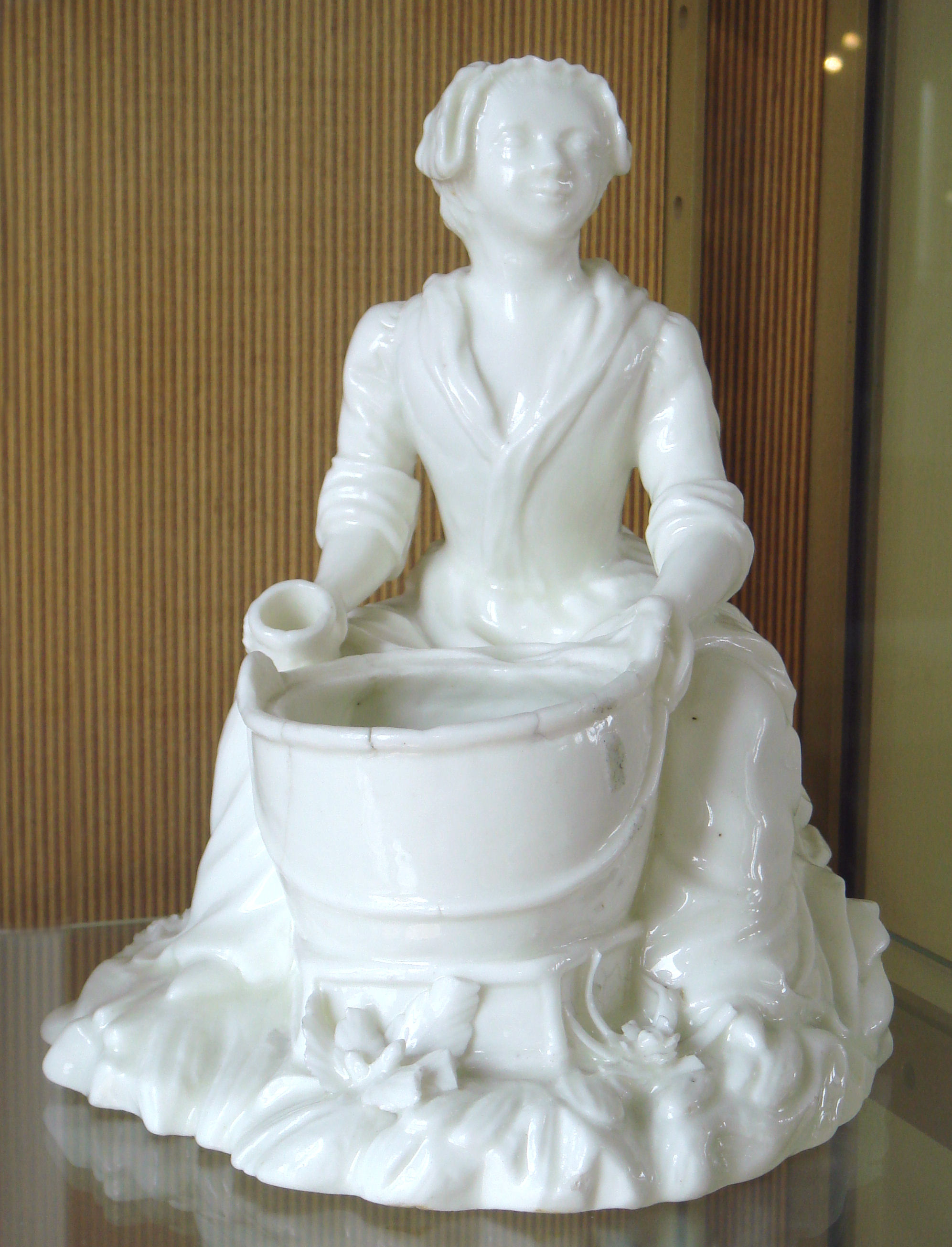
Đồ sứ mềm dán Saint-Cloud, 1720–1740

Trong những năm sau này, Saint-Cloud cũng sản xuất nhiều thiết kế khác nhau mang đậm chất châu Á hơn, đặc biệt là một số đồ sứ trắng dán mềm. Sau năm 1752, đồ sứ Vincennes được độc quyền về đồ trang trí nhiều màu, điều này làm giảm phạm vi hoạt động của các nhà máy khác ở một mức độ nào đó.
Việc sản xuất tiếp tục cho đến năm 1766, khi sự cạnh tranh từ các nhà máy sứ Chantilly và Vincennes khiến Saint-Cloud phải ngừng hoạt động.